# Черноголовый щегол
Черноголовый щегол, или обыкновенный щегол (лат. Carduelis carduelis) — вид певчих птиц семейства вьюрковых.

## Внешний вид
Длина тела около 12 см; масса 20 г. Оперение яркое: передняя часть головы ярко-красного цвета, темя и затылок чёрные, щёки белые, крылья желтоватые, с чёрными и белыми крапинками по заднему краю; хвост чёрный с белыми пятнами на конце, грудь и брюшко с красновато-буроватым оттенком, надхвостье белое. Клюв красновато-беловатого цвета с чёрным концом, у основания которого по обеим сторонам чёрные усики. Лапки желтовато-бурые. Самки внешне почти не разнятся от самцов. Одним из отличий является ширина красной полоски под основанием клюва: у самцов 8—10 мм, у самок 4—6 мм.

## Распространение
Распространена в Европе, Северной Африке, Передней Азии и Западной Сибири.

## Образ жизни
Щеглы населяют вырубки, сады и лиственные рощи, чередующиеся с открытыми местами. С ранней весны в кочующих стайках наступает оживление. В апреле они разбиваются на пары и выискивают и облюбовывают гнездовые участки. В больших садах и рощах можно наблюдать, как щеглы перелетают с места на место, издавая характерные громкие звуки. Песня — звонкие трели (свыше 20 вариантов). 
Поедают насекомых, семена трав (конский щавель, репейник, чертополох и др.). За летний период щеглы собираются в небольшие стайки, которые осенью постепенно передвигаются к югу. Многие остаются зимовать. На следующий год, с наступлением тёплых весенних дней, щеглы возвращаются.

## Размножение
В конце мая щеглы строят гнёзда, в основном в кронах деревьев, из мелких, тонких корешков растений, мха и лишайника, которые скрепляют паутиной. Внутри гнездо устилают пухом, шерстью и мелкими перьями. Гнездо имеет форму полушарообразной чашечки. Самка откладывает 4—5 голубовато-зеленовато-белых яиц (скорлупа на тупом конце яйца имеет красные пятнышки) и насиживает их 12—14 суток. Появившиеся на свет птенцы находятся в гнезде 10—15 дней и выкармливаются различными мелкими личинками насекомых и тлей. Покидая гнездо, первое время они не отлетают далеко от него. Родители продолжают их подкармливать ещё в течение 6—10 дней.

## Содержание
Щегол - весёлая, подвижная, ловкая птица. В условиях вольерного и клеточного содержания скоро осваивается и быстро привыкает. Даже в неволе любит много петь. При хорошем содержании, правильном уходе и кормлении поёт круглый год и живёт до 15—20 лет.
Щеглы гораздо лучше, чем другие вьюрковые птицы, скрещиваются с домашними канарейками. Как правило, для скрещивания подбирают щеглов-самцов. Полученные гибриды не отличаются плодовитостью, но обладают хорошими вокальными данными.

## В искусстве
Изображение щегла имеет большое значение в христианской живописи. Орнитолог Герберт Фридман посвятил этой символике монографию «The Symbolic Goldfinch: Its History and Significance in European Devotional Art» (1946).
Щегла часто рисуют в руках младенца Христа в сценах с Мадонной, так как, по Исидору Севильскому, эта птица ассоциируется со страстями Христовыми. Согласно легенде, небольшая, тогда ещё не красноголовая птичка (щегол или малиновка), пролетела над Христом, когда он во время своего Крестного пути взвалил на плечи крест, и сорвала шип с его короны. Капля крови Христа упала на перья птички, и красное пятно осталось у обеих разновидностей птиц навсегда. Эта легенда, а также привычка щеглов клевать растения с шипами, связали птицу со страстями Христовыми в искусстве эпохи Возрождения. В «Мадонне со щеглом» Рафаэль изобразил Иоанна Крестителя, который показывает Иисусу зяблика в знак его будущего распятия. Фридман пишет, что помимо Мадонн с младенцем щегла писали в таких композициях, как Рождество, Поклонение пастухов или волхвов, Отдых на пути в Египет, а также Мистические обручения, Коронование св. Екатерины. Щеглов (иногда попугаев) отождествляли с безгрешными птицами, упомянутыми в античных источниках и средневековых бестиариях, такими как загадочные charadrius, обладавшие даром исцеления, что привело к их появлению в религиозной живописи.
В более широком смысле щегол символизировал человеческую душу; эта ассоциация ведет свою историю с античных языческих времен и позже была адаптирована христианством. Часто его изображали в портретах детей.
Птица ассоциируется также со Святым Иеронимом, поскольку в «Золотой легенде» чистота и медитации святого привели к запятнанию его кровью Христовой.
В итальянском ренессансном искусстве может символизировать любовь и добродетель, сверхъестественные пророческие силы. Символ фертильности и защиты от болезней. Считалось, что с помощью чертополоха можно было лечить чуму, что символически передало это качество щеглу, который стал талисманом от заражения чумой.
Это также символ выносливости, плодовитости и настойчивости. Поскольку он символизирует страсти Христовы, европейский щегол считается птицей-спасителем и может изображаться с комнатной мухой, которая олицетворяет грех и болезнь. В североевропейских натюрмортах XVII века он символизирует борьбу со злом. В натюрмортах vanitas является символом Воскресения.
Роман «Щегол» посвящен картине «Щегол».

## Иное
В 2017 году утвержден официальный природный символ Кормянского района Гомельской области Беларуси — Черноголовый щегол. 
В 2018 году Черноголовый щегол объявлен птицей 2018 года в Беларуси.